# Paul-José M'Poku
Paul-José M'Poku (Kinshasa, 19 de abril de 1992) é um futebolista profissional congolês que atua como meio-campo. Atualmente, joga pelo UTA Arad.

## Carreira
M'Poku representou o elenco da Seleção da República Democrática do Congo de Futebol no Campeonato Africano das Nações de 2017.